# Abbasabad, Azerbajdzjan
Abbasabad är en ort i Azerbajdzjan.   Den ligger i distriktet Jardymly, i den södra delen av landet, 220 kilometer sydväst om huvudstaden Baku. Abbasabad ligger 771 meter över havet och antalet invånare är 596.
Terrängen runt Abbasabad är kuperad åt nordost, men åt sydväst är den bergig. Närmaste större samhälle är Lerik, 15,2 kilometer sydost om Abbasabad. 
Trakten runt Abbasabad består till största delen av jordbruksmark. Runt Abbasabad är det ganska tätbefolkat, med 60 invånare per kvadratkilometer.